# 高木貞久
高木 貞久（たかぎ さだひさ）は、戦国時代から安土桃山時代にかけての武将。美濃衆西高木家2代。

## 生涯
美濃国駒野城主・高木貞次の婿養子として家督を継ぐ。斎藤道三の家臣であり、西美濃三人衆の安藤守就に属した。後年、織田信長に従い、今尾城主に転出する。天正10年（1582年）本能寺の変後は織田信孝に仕えたが、翌年信孝も没すると駒野に隠居し、同年に死去した。
長男の貞家は父に先立って死去したが、その遺児の貞俊が北高木家、次男の貞利が西高木家、五男の貞友が東高木家と称して美濃衆を形成した。

## 系譜[1]
- 父：樋口三郎兵衛
- 母：不詳
- 正室：高木貞次の娘（-天正8年7月20日）：法名は妙雲院殿月光受晴大姉
  - 長男：高木貞家（1545-1568）：24歳時に戦死。法名は無心院貞家
  - 次男：高木貞利（1551-1603）：長男が早世したため、家督を継ぐ
  - 三男：高木貞秀：のち前田家に仕える
  - 五男：高木貞友（1564-1659）：美濃衆東高木家初代

- 生母不詳
  - 四男：高木貞西
  - 長女：田中喜兵衛の妻
  - 次女：今尾氏の妻

- 養子：高木貞俊：長男・高木貞家の息子。貞家が早世したためその父貞久の養子となる。美濃衆北高木家初代